# Castle Harrison

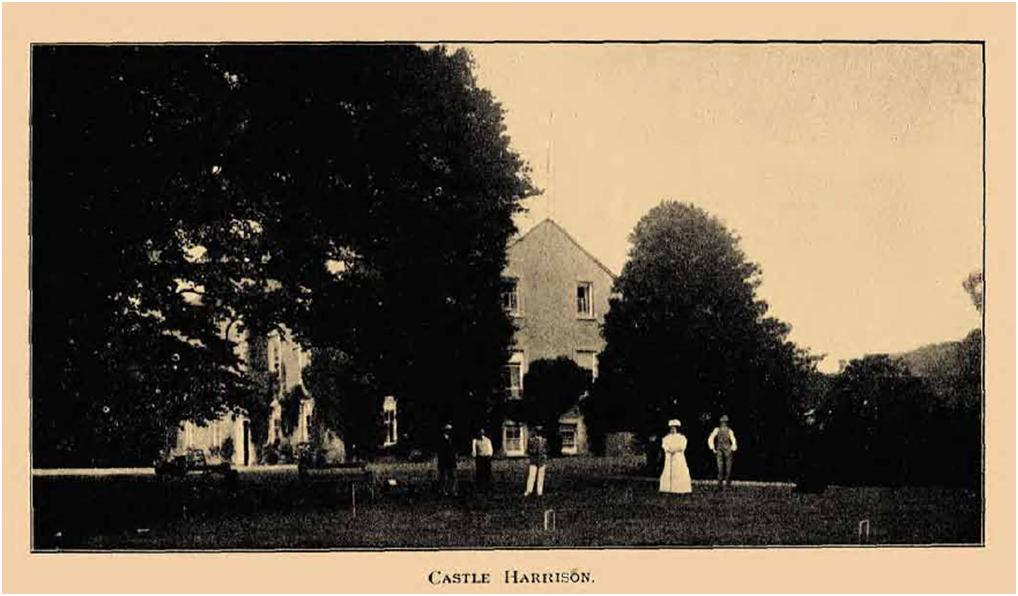
Castle Harrison Ende des 19. oder Anfang des 20. Jahrhunderts

Castle Harrison, früher auch Castle Dodd, war ein großes Landhaus in der Nähe von Charleville und dem Dorf Ballyhea im Norden des irischen County Cork. Der Sitz der Familie Harrison wurde in den 1950er-Jahren abgerissen.

## Geschichte
Ein „Castle Dodd“ (oder „Castle Dod“) der Familie FitzGerald erscheint erstmals auf einer Karte von North Cork aus dem Jahre 1736. Samuel Lewis meint in seinem Werk A Topographical Dictionary of Ireland, dass Castle Harrison aus einem früheren Gebäude oder zumindest auf dem Standort eines solchen entstand. 1837 wohnte dort ein Mann namens Standish Harrison.
In den 1940er-Jahren verzeichnete die Irish Tourist Association Survey, dass in Castle Harrison eine gewisse Mrs. Harrison, Witwe von General Harrison, lebte. Dieser Bericht enthält eine Beschreibung der großen Halle, die Artefakte beherbergte, die auf dem Anwesen beim Bau einer nahe gelegenen Eisenbahnstrecke ausgegraben wurden. 1951 erbten fünf Schwestern das Landhaus und 1956 wurde das Anwesen an die Irish Land Commission verkauft. Später wurde das Haus abgerissen.

## Familie Harrison
Die Harrisons brachten ein Pergament am Eingang zu Castle Harrison an, auf dem der Stammbaum der Familie dargestellt ist:

„(…) der ursprünglich von Richard, Lord Harrisson, abstammte, der A.D. 1056 nach England kam, und seinen Stammbaum von Charles, jüngstem Sohn von Karl, Fürst von Habsburg, in Deutschland 876 ableitet, da Sir Thomas Hawley, der Wappenkönig von George Bretain in der Regierungszeit von König Heinrich VIII., einen Bericht darüber liefern kann, dessen Umschreibung sorgsam erhalten und an mich direkt von meinen Vorfahren übermittelt wurde, die nacheinander Chefantiquare von Irland waren.

Daher habe ich, Charles Lynegar, dem die vorgenannten Umschreibungen oder echten Kopien davon zur Verfügung stehen, von da an die folgende Vorzeit des ehrbaren William Harrison, Esquire, als Denkmal an seine Vergangenheit ausgezeichnet: seinen Stammbaum von der Wurzel, die Quelle seiner ehrbaren, alten Vorfahren ist. Verfasst von eigener Hand, Trinity College, Dublin, zweiter Tag des August 1727. Vom gehorsamsten Diener, Charles Lynegar.“

Die Gruft von Castle Harrison im Friedhof von Aglischdrinagh wurde für Henry Harrison aus Castle Harrison angelegt, der „Commissioner“ genannt wurde. Er war um 1710 Zollinspektor von Irland.